# Associazione Calcio Femminile Arezzo 2022-2023
Questa voce raccoglie le informazioni riguardanti l'Associazione Calcio Femminile Arezzo nelle competizioni ufficiali della stagione 2022-2023.

## Stagione
Per la stagione 2022-2023 la società decide di rinnovare la fiducia a Emiliano Testini per dirigere la squadra che ha ottenuto il salto di categoria, ottenendo durante la fase estiva di calciomercato diverse giocatrici in prestito da Fiorentina e Milan, facendo rientrare in Italia due ragazze che avevano nella scorsa stagione acquisito esperienza all'estero, il portiere Carlotta Nardi dall'austriaca Altach/Vorderland e l'esperto difensore Francesca Soro in forza allo spagnolo Saragozza. Importanti acquisizioni in organico sono anche Eleonora Binazzi, svincolata per la decisione dell'Empoli di non proseguire se non a livello giovanile, e Danila Zazzera di provenienza Fiorentina. Dopo un positivo avvio di campionato la squadra inanella una serie di risultati che la portano a frequentare la parte bassa della classifica, situazione che rimane anche dopo l'integrazione dell'organico durante la pausa invernale, dove la società acquista due giocatrici internazionali, la peruviana Claudia Cagnina e la cipriota Marinella Panayiotou, vedendo anche ilo ritorno in patria di Costanza Esperti già alle tedesche del Wacker Monaco.
Tuttavia riuscendo a ottenere quattro vittorie consecutive, dalla 23ª alla 26ª giornata, l'Arezzo ottiene la matematica salvezza a tre giornate dal termine concludendo al 12º posto a 8 punti dalla zona retrocessione.
In Coppa Italia, dopo aver superato agevolmente l'Apulia Trani al turno preliminare, ai successivi gironi eliminatori, inserita nel girone C viene sconfitto da entrambe le squadre di Serie A, Como, di misura, per poi cedere il passaggio del turno alla Roma.

## Divise e sponsor
Il completo da gioco principale dell'Arezzo riprende l'abbinamento dell'AS Arezzo maschile, sebbene non sia la sua sezione femminile, con l'Amaranto con motivi bianchi per la versione casalinga e grafica speculare per quella da trsaferta. Il main sponsor era Chimera Gold abbinato al top sponsor Sweet Poison, mentre lo sponsor tecnico, fornitore delle tenute, era Kappa.
| Casa | Trasferta |

## Rosa
| N. |                   | Ruolo | Calciatrice           |
| -- | ----------------- | ----- | --------------------- |
| 1  | Italia (bandiera) | P     | Alice Valgimigli      |
| 4  | Italia (bandiera) | C     | Maria Giulia Tuteri   |
| 5  | Italia (bandiera) | D     | Ginevra Costantino    |
| 6  | Perù (bandiera)   | C     | Claudia Cagnina       |
| 7  | Italia (bandiera) | C     | Carolina Paganini     |
| 8  | Italia (bandiera) | D     | Marianna D'Alessandro |
| 10 | Italia (bandiera) | A     | Martina Ceccarelli    |
| 11 | Italia (bandiera) | A     | Danila Zazzera        |
| 16 | Italia (bandiera) | C     | Marta Morreale        |
| 17 | Italia (bandiera) | A     | Giada Gnisci          |
| 21 | Italia (bandiera) | D     | Eleonora Binazzi      |
| 22 | Italia (bandiera) | P     | Carlotta Nardi        |

| N. |                   | Ruolo | Calciatrice         |
| -- | ----------------- | ----- | ------------------- |
| 23 | Italia (bandiera) | D     | Francesca Soro      |
| 24 | Italia (bandiera) | D     | Deborah Pasquali    |
| 25 | Italia (bandiera) | C     | Evelyn Vicchiarello |
| 26 | Italia (bandiera) | C     | Isabel Pirriatore   |
| 27 | Italia (bandiera) | A     | Maria Sole Lulli    |
| 33 | Italia (bandiera) | D     | Sofia Lorieri       |
| 61 | Italia (bandiera) | P     | Francesca Sacchi    |
| 64 | Italia (bandiera) | A     | Serena Cortesi      |
| 83 | Italia (bandiera) | D     | Giorgia Fortunati   |
| 92 | Italia (bandiera) | A     | Giuseppa Bassano    |
| 97 | Italia (bandiera) | A     | Costanza Razzolini  |

## Calciomercato

### Sessione estiva
| Acquisti | Acquisti          | Acquisti          | Acquisti    |
| R.       | Nome              | da                | Modalità    |
| -------- | ----------------- | ----------------- | ----------- |
| P        | Carlotta Nardi    | Altach/Vorderland | definitivo  |
| D        | Eleonora Binazzi  | Empoli            | svincolata  |
| D        | Giorgia Fortunati | Fiorentina        | in prestito |
| D        | Isabel Pirriatore | Fiorentina        | in prestito |
| D        | Francesca Soro    | Saragozza         | definitivo  |
| C        | Danila Zazzera    | Fiorentina        | definitivo  |
| A        | Serena Cortesi    | Milan             | in prestito |

| Cessioni | Cessioni | Cessioni | Cessioni |
| R.       | Nome     | a        | Modalità |
| -------- | -------- | -------- | -------- |
|          |          |          |          |

### Sessione invernale
| Acquisti | Acquisti             | Acquisti      | Acquisti    |
| R.       | Nome                 | da            | Modalità    |
| -------- | -------------------- | ------------- | ----------- |
| D        | Costanza Esperti     | Wacker Monaco | svincolata  |
| C        | Claudia Cagnina      | Sandvikens IF | definitivo  |
| C        | Marta Morreale       | Apulia Trani  | in prestito |
| A        | Marinella Panayiotou | Vllaznia      | definitivo  |

| Cessioni | Cessioni    | Cessioni | Cessioni   |
| R.       | Nome        | a        | Modalità   |
| -------- | ----------- | -------- | ---------- |
| C        | Laura Verdi |          | definitivo |

## Risultati

### Serie B

#### Girone di andata
| Arbitro: | Lupinski (Albano Laziale) |

|                        |           |               |
| Bassano 26’ Gnisci 74’ | Marcatori | 54’ Accornero |

| Brescia 25 settembre 2022, ore 15:00 CEST 2ª giornata | Brescia             | 0 – 0 referto | Arezzo | Centro sportivo Mario Rigamonti\| Arbitro: \| Migliorini (Verona) \| |
| Arbitro:                                              | Migliorini (Verona) |               |        |                                                                      |

| Arbitro: | De Stefanis (Udine) |

|                                    |           |                            |
| Capucci 6’ Vergani 28’ Peretti 74’ | Marcatori | 5’ Gnisci 40’ Vicchiarello |

| Arbitro: | Adriambelo (Roma 1) |

|               |           |                                   |
| Razzolini 59’ | Marcatori | 13’, 20’ Costi 39’ Rossi 83’ Nano |

| Arbitro: | D'Andria (Nocera Inferiore) |

|              |           |                           |
| Morreale 55’ | Marcatori | 1’ Ceccarelli 31’ Zazzera |

| Castiglion Fibocchi 30 ottobre 2022, ore 14:30 CET 6ª giornata | Arezzo              | 0 – 0 referto referto 2 | Genoa | Stadio Nedo Cuccoli\| Arbitro: \| Migliorini (Verona) \| |
| Arbitro:                                                       | Migliorini (Verona) |                         |       |                                                          |

| Arbitro: | Ferruzzi (Albano Laziale) |

|               |           |                            |
| Razzolini 21’ | Marcatori | 18’ Tarantino 65’ Lombardo |

| Arbitro: | Benevelli (Modena) |

|                                                                   |           |  |
| Dallagiacoma 45+1’ Ferrato 48’ (rig.), 78’ Alborghetti 84’ (rig.) | Marcatori |  |

| Arbitro: | El Ella (Milano) |

|                   |           |                         |
| Gnisci 76’, 90+2’ | Marcatori | 61’ Devoto 85’ Carrozzo |

| Arbitro: | Marin (Portogruaro) |

|             |           |  |
| Tonelli 51’ | Marcatori |  |

| Arbitro: | Panici (Aprilia) |

|                                 |           |  |
| Ceccarelli 22’, 65’ Bassano 34’ | Marcatori |  |

| Arbitro: | Daddato (Barletta) |

|                  |           |  |
| Kongoulī 5’, 76’ | Marcatori |  |

| Arbitro: | Grieco (Ascoli Piceno) |

|  |           |                         |
|  | Marcatori | 52’ Del Estal 78’ Gomes |

| Arbitro: | Boiani (Pesaro) |

|                |           |               |
| Giovagnoli 70’ | Marcatori | 38’ Razzolini |

| Arbitro: | Leorsini (Terni) |

|                |           |                                  |
| Ceccarelli 20’ | Marcatori | 51’, 81’ Fuhlendorff 56’ Palombi |

#### Girone di ritorno
| Arbitro: | Migliorini (Verona) |

|                                       |           |                              |
| Brambilla 60’ Menín 64’ Tamburini 87’ | Marcatori | 59’ Zazzera 90+1’ Pirriatore |

| Arbitro: | Cravotta (Città di Castello) |

|               |           |                       |
| Razzolini 83’ | Marcatori | 34’ Brayda 77’ Fracas |

| Arbitro: | Di Loreto (Terni) |

|  |           |                          |
|  | Marcatori | 44’ Sardu 90+3’ Semanová |

| Arbitro: | Caruso (Viterbo) |

|                         |           |                                   |
| Cuciniello 7’ Sechi 46’ | Marcatori | 19’ (rig.) Panayiotou 40’ Cagnina |

| Arbitro: | Gallo (Bologna) |

|                                              |           |         |
| Razzolini 56’, 62’ (rig.) Zazzera 88’, 90+3’ | Marcatori | 72’ Rus |

| Arbitro: | Tona Mbei (Cuneo) |

|                       |           |             |
| Bargi 7’ Bettalli 77’ | Marcatori | 61’ Bassano |

| Arbitro: | Gavini (Aprilia) |

|                                                |           |                    |
| Labate 15’ Vigliucci 30’ Spyridonidou 45’, 49’ | Marcatori | 74’, 79’ Razzolini |

| Arbitro: | Silvestri (Roma) |

|            |           |  |
| Tuteri 72’ | Marcatori |  |

| Arbitro: | Manzo (Torre Annunziata) |

|          |           |                                   |
| Poli 84’ | Marcatori | 10’ Pirriatore 13’, 20’ Razzolini |

| Arbitro: | Prencipe (Tivoli) |

|                   |           |  |
| Razzolini 1’, 46’ | Marcatori |  |

| Arbitro: | Marra (Mantova) |

|  |           |                |
|  | Marcatori | 64’ Pirriatore |

| Arbitro: | Catanzaro (Catanzaro) |

|  |           |                |
|  | Marcatori | 45+1’ Kongoulī |

| Arbitro: | Aldi (Lanciano) |

|                                 |           |  |
| Giacobbo 42’, 65’ Di Marino 77’ | Marcatori |  |

| Arbitro: | Giudice (Frosinone) |

|              |           |             |
| Gnisci 45+2’ | Marcatori | 74’ Mariani |

| Arbitro: | Cappai (Cagliari) |

|             |           |  |
| Palombi 18’ | Marcatori |  |

### Coppa Italia
| Arbitro: | Lascaro (Matera) |

|  |           |                                           |
|  | Marcatori | 11’ Razzolini 38’ Paganini 51’ Ceccarelli |

| Arbitro: | Paccagnella (Bologna) |

|  |           |                 |
|  | Marcatori | 57’ Stapelfeldt |

| Arbitro: | Frizza (Perugia) |

|  |           |                                              |
|  | Marcatori | 22’ Landström 36’ (rig.) Ciccotti 90+3’ Haug |

## Statistiche

### Statistiche di squadra
| Competizione | Punti | In casa | In casa | In casa | In casa | In casa | In casa | In trasferta | In trasferta | In trasferta | In trasferta | In trasferta | In trasferta | Totale | Totale | Totale | Totale | Totale | Totale | DR  |
| Competizione | Punti | G       | V       | N       | P       | Gf      | Gs      | G            | V            | N            | P            | Gf           | Gs           | G      | V      | N      | P      | Gf     | Gs     | DR  |
| ------------ | ----- | ------- | ------- | ------- | ------- | ------- | ------- | ------------ | ------------ | ------------ | ------------ | ------------ | ------------ | ------ | ------ | ------ | ------ | ------ | ------ | --- |
| Serie B      | 30    | 15      | 5       | 3       | 7       | 19      | 21      | 15           | 3            | 3            | 9            | 16           | 28           | 30     | 8      | 6      | 16     | 35     | 49     | -14 |
| Coppa Italia | -     | 2       | 0       | 0       | 2       | 0       | 4       | 1            | 1            | 0            | 0            | 3            | 0            | 3      | 1      | 0      | 2      | 3      | 4      | -1  |
| Totale       | -     | 17      | 5       | 3       | 9       | 19      | 25      | 16           | 4            | 3            | 9            | 19           | 28           | 33     | 9      | 6      | 18     | 38     | 53     | -15 |

### Andamento in campionato
| Giornata  | 1 | 2 | 3 | 4 | 5 | 6 | 7 | 8  | 9  | 10 | 11 | 12 | 13 | 14 | 15 | 16 | 17 | 18 | 19 | 20 | 21 | 22 | 23 | 24 | 25 | 26 | 27 | 28 | 29 | 30 |
| --------- | - | - | - | - | - | - | - | -- | -- | -- | -- | -- | -- | -- | -- | -- | -- | -- | -- | -- | -- | -- | -- | -- | -- | -- | -- | -- | -- | -- |
| Luogo     | C | T | T | C | T | C | C | T  | C  | T  | C  | T  | C  | T  | C  | T  | C  | C  | T  | C  | T  | T  | C  | T  | C  | T  | C  | T  | C  | T  |
| Risultato | V | N | P | P | V | N | P | P  | N  | P  | V  | P  | P  | N  | P  | P  | P  | P  | N  | V  | P  | P  | V  | V  | V  | V  | P  | P  | N  | P  |
| Posizione | 1 | 3 | 7 | 8 | 6 | 9 | 9 | 12 | 11 | 12 | 11 | 11 | 11 | 11 | 12 | 12 | 12 | 13 | 12 | 12 | 12 | 12 | 12 | 12 | 11 | 9  | 11 | 11 | 11 | 12 |

Legenda:

Luogo: C = Casa; T = Trasferta. Risultato: V = Vittoria; N = Pareggio; P = Sconfitta.

### Statistiche delle giocatrici
| Giocatore       | Serie B  | Serie B | Serie B     | Serie B    | Coppa Italia | Coppa Italia | Coppa Italia | Coppa Italia | Totale   | Totale | Totale      | Totale     |
| Giocatore       | Presenze | Reti    | Ammonizioni | Espulsioni | Presenze     | Reti         | Ammonizioni  | Espulsioni   | Presenze | Reti   | Ammonizioni | Espulsioni |
| --------------- | -------- | ------- | ----------- | ---------- | ------------ | ------------ | ------------ | ------------ | -------- | ------ | ----------- | ---------- |
| G. Bassano      | 29       | 3       | 1           | 1          | 3            | 0            | 0            | 0            | 32       | 3      | 1           | 1          |
| E. Binazzi      | 21       | 0       | 2           | 0          | 1            | 0            | 1            | 0            | 22       | 0      | 3           | 0          |
| C. Cagnina      | 15       | 1       | 0           | 0          | -            | -            | -            | -            | 15       | 1      | 0           | 0          |
| M. Ceccarelli   | 25       | 4       | 0           | 0          | 2            | 1            | 0            | 0            | 27       | 5      | 0           | 0          |
| S. Cortesi      | 16       | 0       | 0           | 0          | 2            | 0            | 0            | 0            | 18       | 0      | 0           | 0          |
| G. Costantino   | 14       | 0       | 0           | 0          | 3            | 0            | 0            | 0            | 17       | 0      | 0           | 0          |
| M. D'Alessandro | 15       | 0       | 2           | 0          | 3            | 0            | 0            | 0            | 18       | 0      | 2           | 0          |
| G. Fortunati    | 17       | 0       | 0           | 0          | 2            | 0            | 0            | 0            | 19       | 0      | 0           | 0          |
| G. Giatras Zoi  | -        | -       | -           | -          | -            | -            | -            | -            | -        | -      | -           | -          |
| G. Gnisci       | 25       | 5       | 1           | 0          | 3            | 0            | 0            | 0            | 28       | 5      | 1           | 0          |
| S. Lonoce       | -        | -       | -           | -          | -            | -            | -            | -            | -        | -      | -           | -          |
| S. Lorieri      | 24       | 0       | 1           | 0          | 1            | 0            | 0            | 0            | 25       | 0      | 1           | 0          |
| M.S. Lulli      | 11       | 0       | 2           | 0          | 1            | 0            | 0            | 0            | 12       | 0      | 2           | 0          |
| S. Lunghi       | -        | -       | -           | -          | 1            | 0            | 0            | 0            | 1        | 0      | 0           | 0          |
| G. Martino      | -        | -       | -           | -          | 0            | 0            | 0            | 0            | 0        | 0      | 0           | 0          |
| M. Morreale     | 21       | 0       | 1           | 0          | -            | -            | -            | -            | 21       | 0      | 1           | 0          |
| C. Nardi        | 5        | -8      | 0           | 0          | 1            | 0            | 0            | 0            | 6        | -8     | 0           | 0          |
| C. Paganini     | 21       | 0       | 0           | 0          | 2            | 1            | 0            | 0            | 23       | 1      | 0           | 0          |
| M. Panayiotou   | 4        | 1       | 0           | 0          | -            | -            | -            | -            | 4        | 1      | 0           | 0          |
| D. Pasquali     | 6        | 0       | 0           | 0          | 2            | 0            | 0            | 0            | 8        | 0      | 0           | 0          |
| C. Pirriatore   | 20       | 3       | 0           | 0          | 3            | 1            | 0            | 0            | 23       | 4      | 0           | 0          |
| C. Razzolini    | 29       | 12      | 2           | 0          | 3            | 0            | 0            | 0            | 32       | 12     | 2           | 0          |
| F. Sacchi       | 25       | -41     | 0           | 0          | 2            | -1           | 0            | 0            | 27       | -42    | 0           | 0          |
| M. Santini      | -        | -       | -           | -          | 1            | 0            | 0            | 0            | 1        | 0      | 0           | 0          |
| F. Soro         | 22       | 0       | 2           | 1          | 2            | 0            | 1            | 0            | 24       | 0      | 3           | 1          |
| A. Tidona       | 1        | 0       | 0           | 0          | 1            | 0            | 0            | 0            | 2        | 0      | 0           | 0          |
| M.G. Tuteri     | 27       | 1       | 3           | 0          | 2            | 0            | 0            | 0            | 29       | 1      | 3           | 0          |
| A. Valgimigli   | -        | -       | -           | -          | 0            | 0            | 0            | 0            | 0        | 0      | 0           | 0          |
| L. Verdi        | 4        | 0       | 1           | 0          | 2            | 0            | 1            | 0            | 6        | 0      | 2           | 0          |
| E. Vicchiarello | 11       | 1       | 1           | 1          | 2            | 0            | 0            | 0            | 13       | 1      | 1           | 1          |
| D. Zazzera      | 25       | 4       | 2           | 0          | 3            | 0            | 0            | 0            | 28       | 4      | 2           | 0          |